# Evangelische Kirche (Rosenthal)

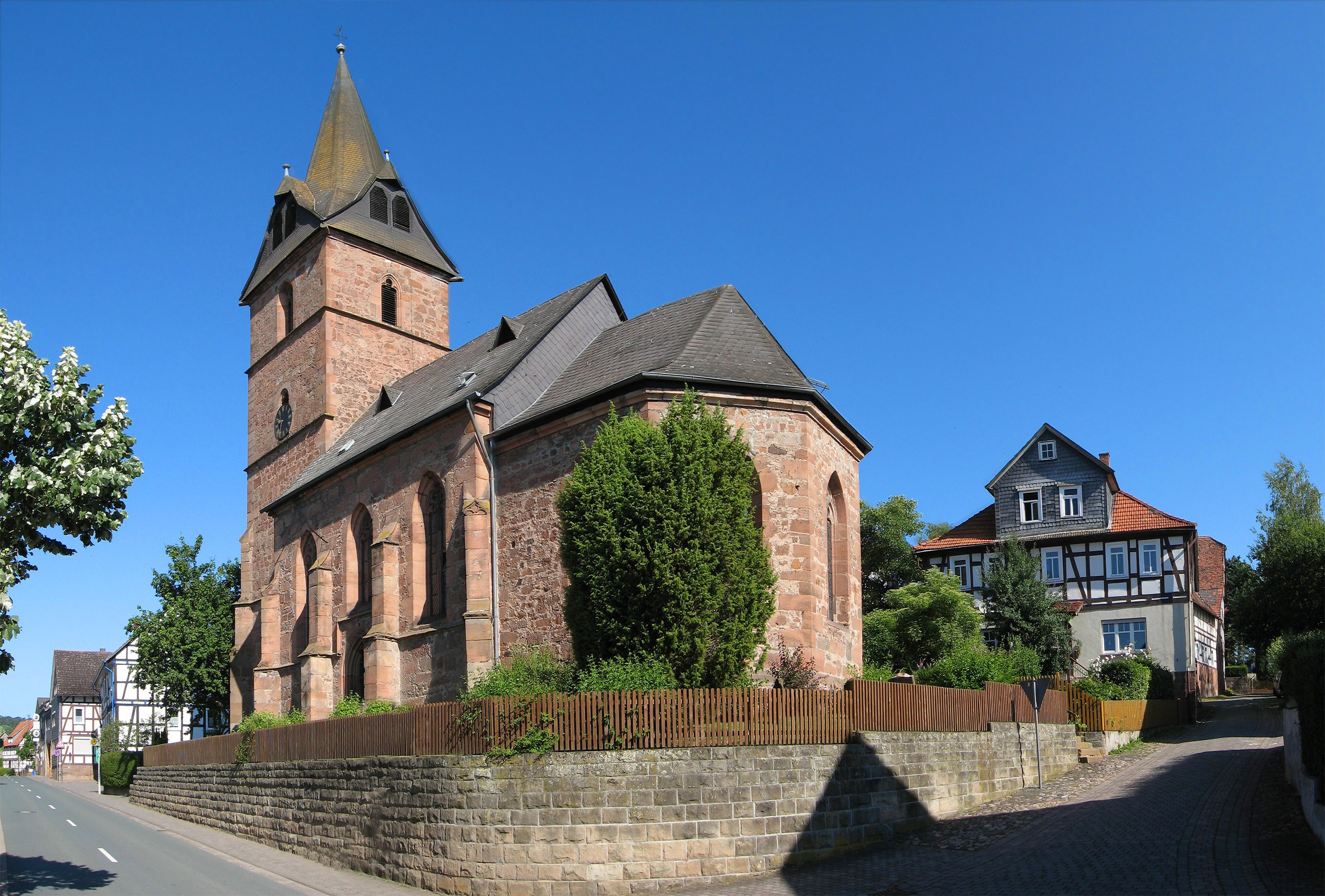
Evangelische Kirche (Rosenthal)

Die evangelische Kirche Rosenthal ist ein denkmalgeschütztes Kirchengebäude, das in Rosenthal steht, einer Stadt im Landkreis Waldeck-Frankenberg (Hessen). Die Kirchengemeinde gehört zum Kirchenkreis Eder im Sprengel Marburg der Evangelischen Kirche von Kurhessen-Waldeck.

## Beschreibung
Der Chor aus dem 14. Jahrhundert blieb beim großen Stadtbrand 1495, der auch die Kirche zerstörte, im Kern erhalten. Die Inschrift am Kirchturm von 1518 markiert den Endpunkt des Wiederaufbaus. 
Der Turm ist über drei Gesimse in vier Geschosse gegliedert, die beiden unteren haben an den Ecken Strebepfeiler, das oberste hat je ein schmales Spitzbogenfenster an jeder Seite. 
Die Kirche wurde 1641 bis auf den Turm zerstört, die Umfassungsmauern blieben bestehen, aber die Gewölbe stürzten ein und wurden nicht ersetzt. Der Wiederaufbau wurde 1646/1647 durchgeführt, den Abschluss bildete 1655 der Helm des Turms. 
Die ursprüngliche Saalkirche hatte ein gewölbtes Langhaus aus drei Jochen, dessen Wände von Strebepfeilern gestützt werden, einen eingezogenen Chor und den Kirchturm im Westen. Die Portale führen von Norden und von Süden in den Turm. 
Aus Gründen des Denkmalschutzes erfolgte 1888 ein Umbau. Die Kirche wurde dabei nach Norden um ein Seitenschiff verbreitert, eine Sakristei wurde gebaut, das oberste Geschoss des Turmes aus Holzfachwerk wurde entfernt und der Turm mit einem achtseitigen Helm und geschweiften Dachgauben versehen. Die 1792 von Johannes Schlottmann gebaute Orgel im Polygon des Chors, die geschnitzte Kanzel mit Baldachin sowie die bis in den Chor hinein reichenden doppelstöckigen Emporen wurden abgebrochen. Eingebaut wurde eine Orgel der Gebrüder Euler; sie wurde später durch einen Neubau ersetzt. 
Die Innenräume des mit einem Chorbogen verbundenen Langhauses und Chors sind mit Flachdecken überspannt. Die Kirchenausstattung stammt überwiegend von 1888, das Kruzifix und das Taufbecken sind spätgotisch, ebenso die lebensgroßen Statuen der Apostel Jakobus, Johannes, Petrus und Paulus.